# Three World Trade Center
Three World Trade Center (3 WTC, také známý pod jménem 175 Greenwich Street) je administrativní mrakodrap na Manhattanu v New Yorku. Nachází se na severní straně ulice Greenwich Street, naproti památníku, na jehož místě stávaly mrakodrapy Světového obchodního centra zničené při teroristických útocích 11. září 2001. Na místě 3 WTC původně stála budova 73 m vysokého hotelu Marriott World Trade Center, která byla při teroristických útocích také zničena. 
Stavba je vysoká 329 metrů, má 80 pater. Architektem je Richard Roger, z kanceláře Rogers Stirk Harbour + Partners. Výstavba započala v roce 2014 a otevření proběhlo 11. června 2018. K roku 2018 jde o pátou nejvyšší budovu ve městě. 

## Výstavba

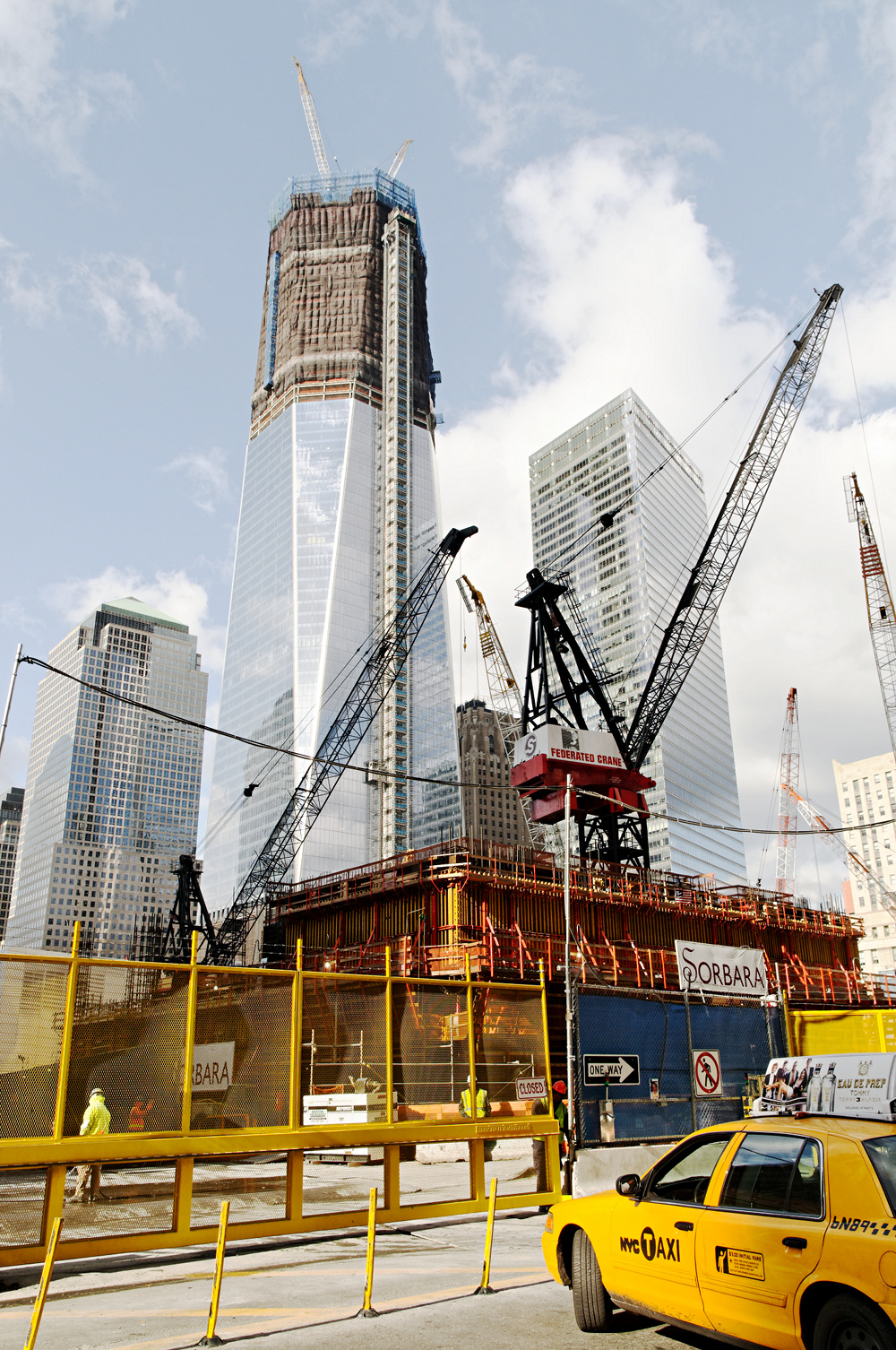
Listopad 2011
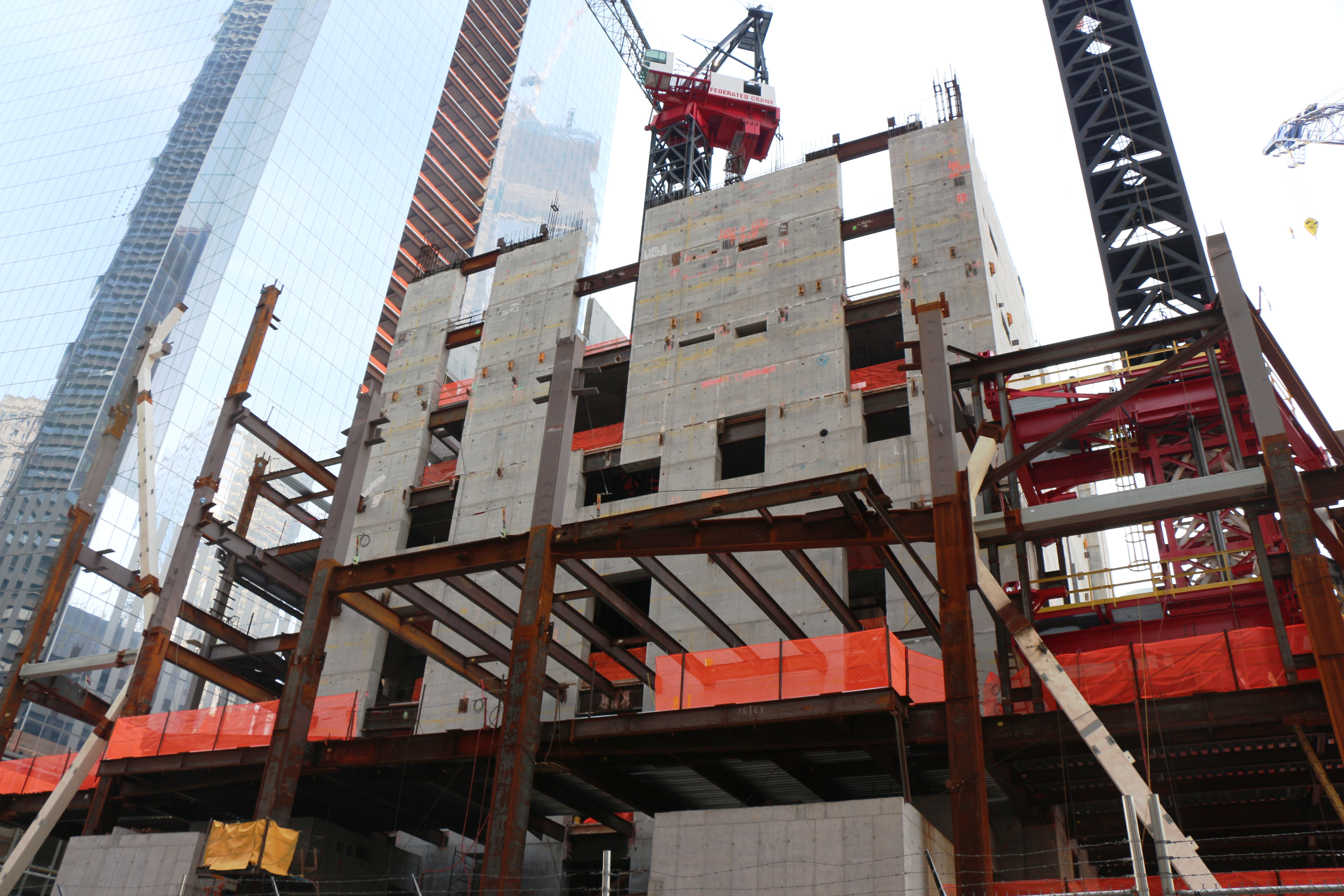
Prosinec 2012
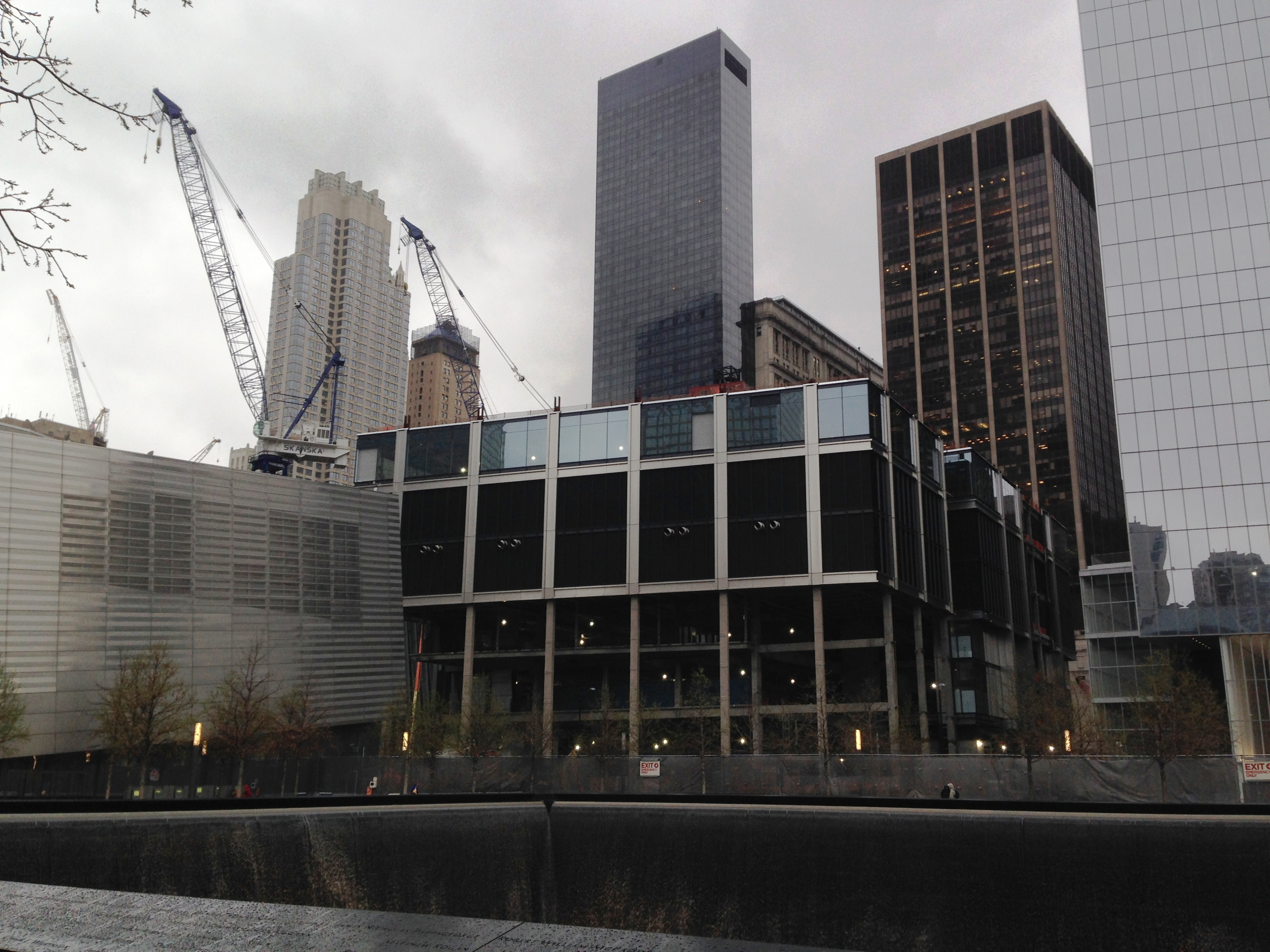
Duben 2014
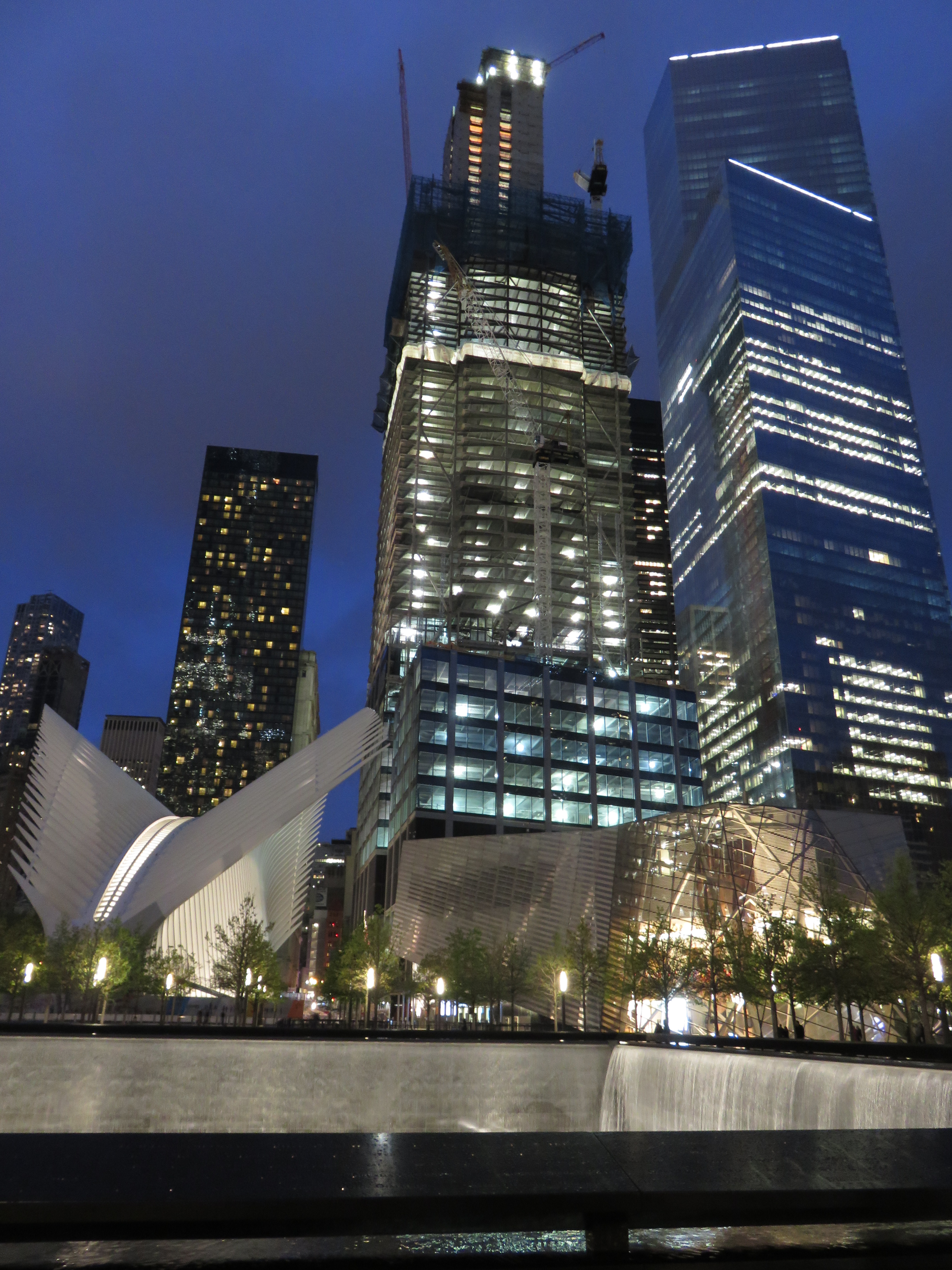
Květen 2016
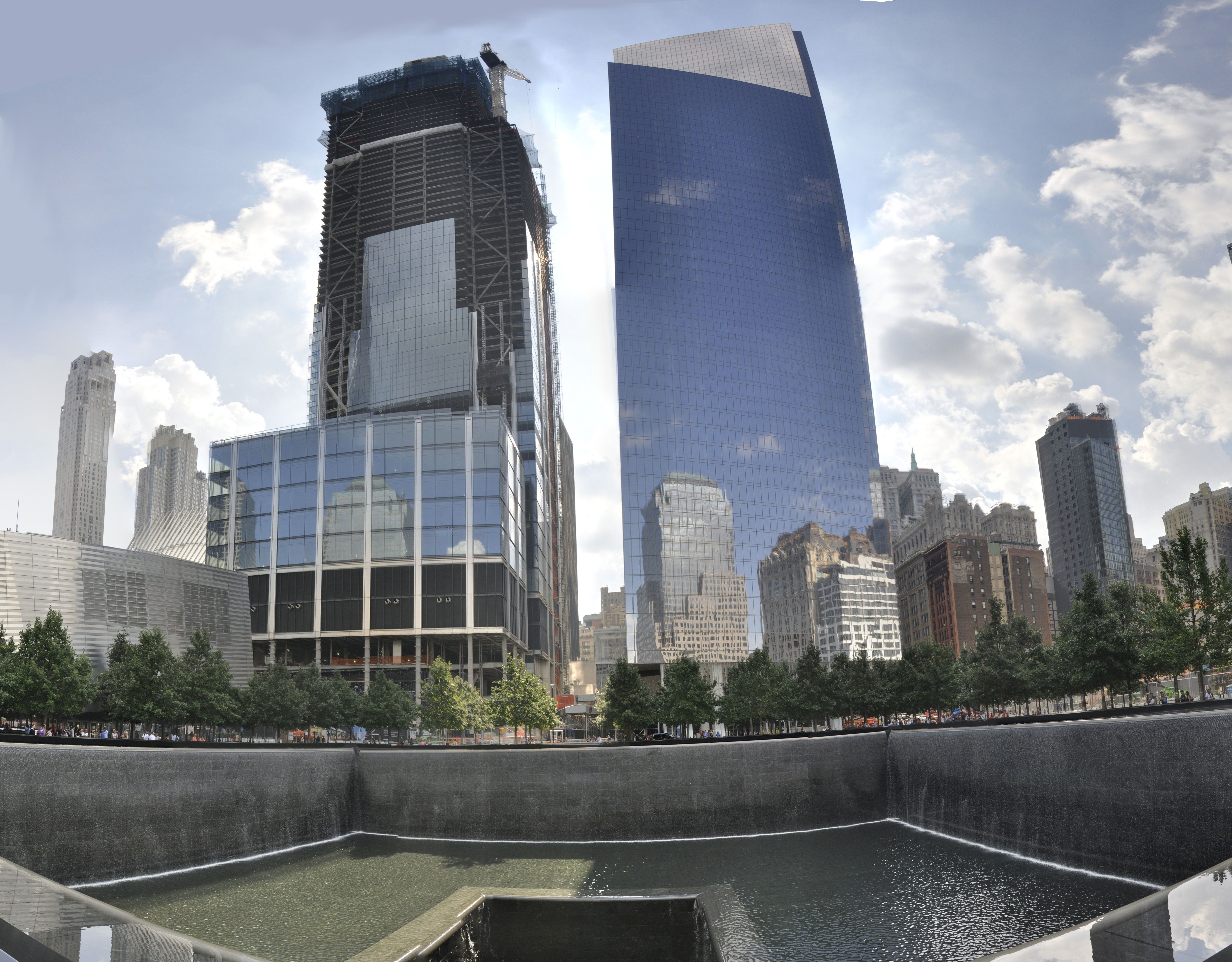
Srpen 2016